# Salomonelaps par
Salomonelaps par är en ormart som beskrevs av Boulenger 1884. Salomonelaps par är ensam i släktet Salomonelaps som ingår i familjen giftsnokar och underfamiljen havsormar. Inga underarter finns listade i Catalogue of Life.
Arten blir vanligen lite längre än en meter. Den förekommer på Bougainville samt på Salomonöarna. Salomonelaps par vistas främst i skogar. Den jagar ödlor som kompletteras med groddjur och andra ormar.